# آناتولی آبارینف
آناتولی آنتالولی‌ویچ آبارینف (روسی: Анатолий Анатольевич Абаренов؛ زادهٔ ۱۰ ژوئیهٔ ۱۹۳۸ - در ۱۹ آوریل) اَنیماتور و تصویرگر اهل روسیه بود. او در ۱۹ آوریل ۲۰۲۱ در شهر تاروسا بر اثر ابتلا به ویروس کرونا درگذشت.
از فیلم‌ها یا مجموعه‌های تلویزیونی که وی در آن‌ها نقش داشته است، می‌توان به خرگوش و سیب اشاره نمود.